# Poststation (Deutsche Post DHL)

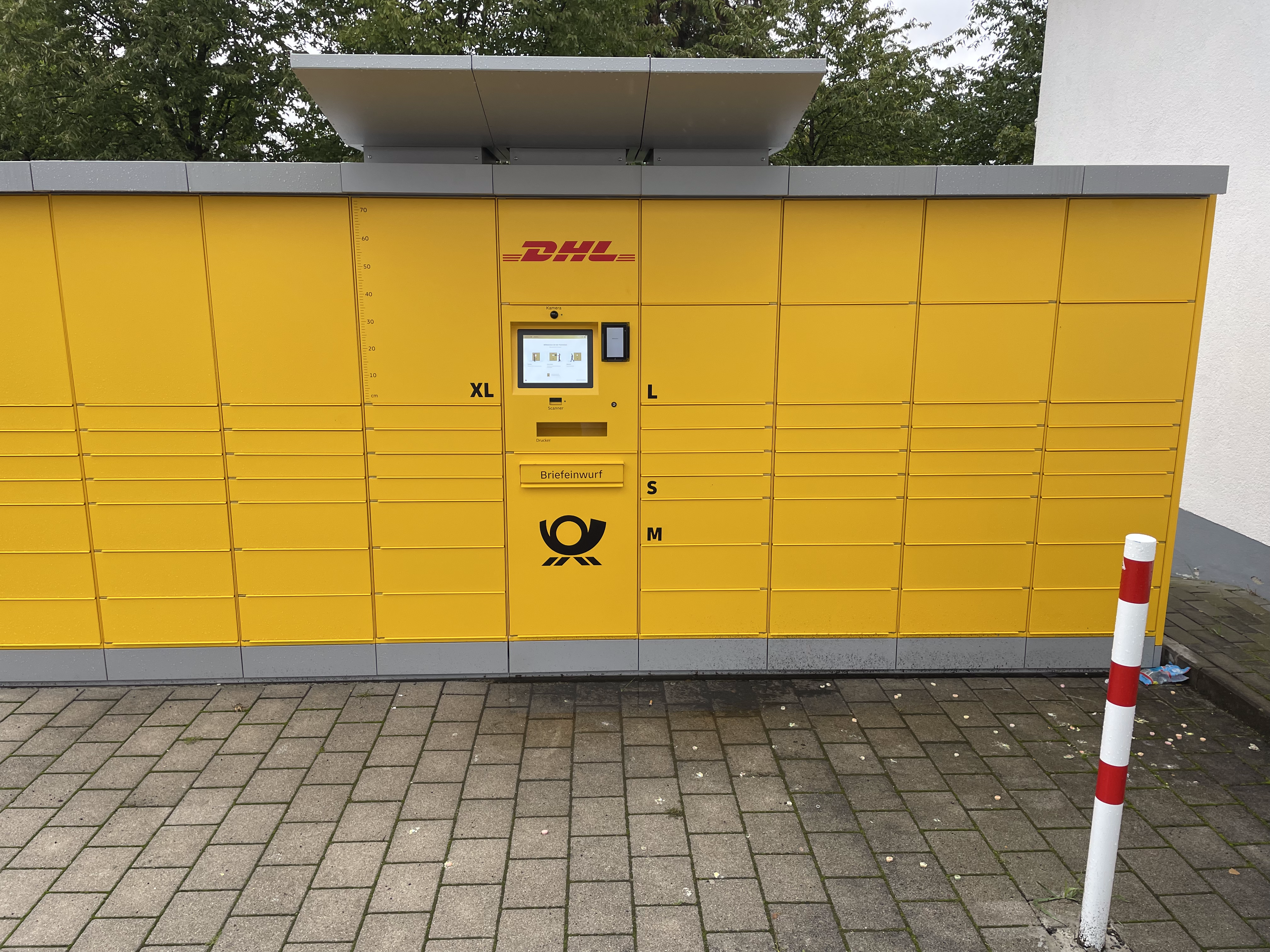
DHL-Poststation (2022)

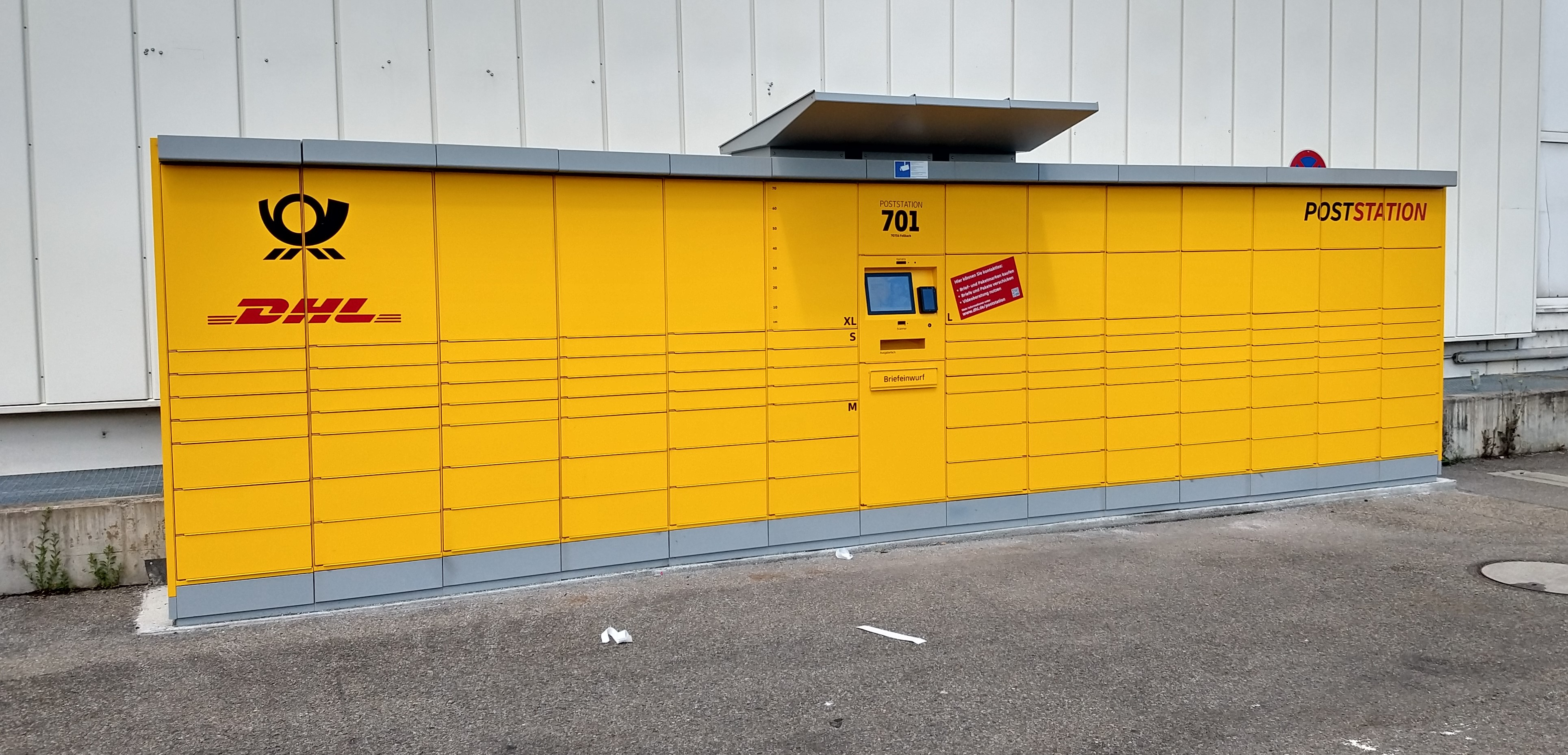
Poststation

Detailaufnahme: Bildschirmterminal

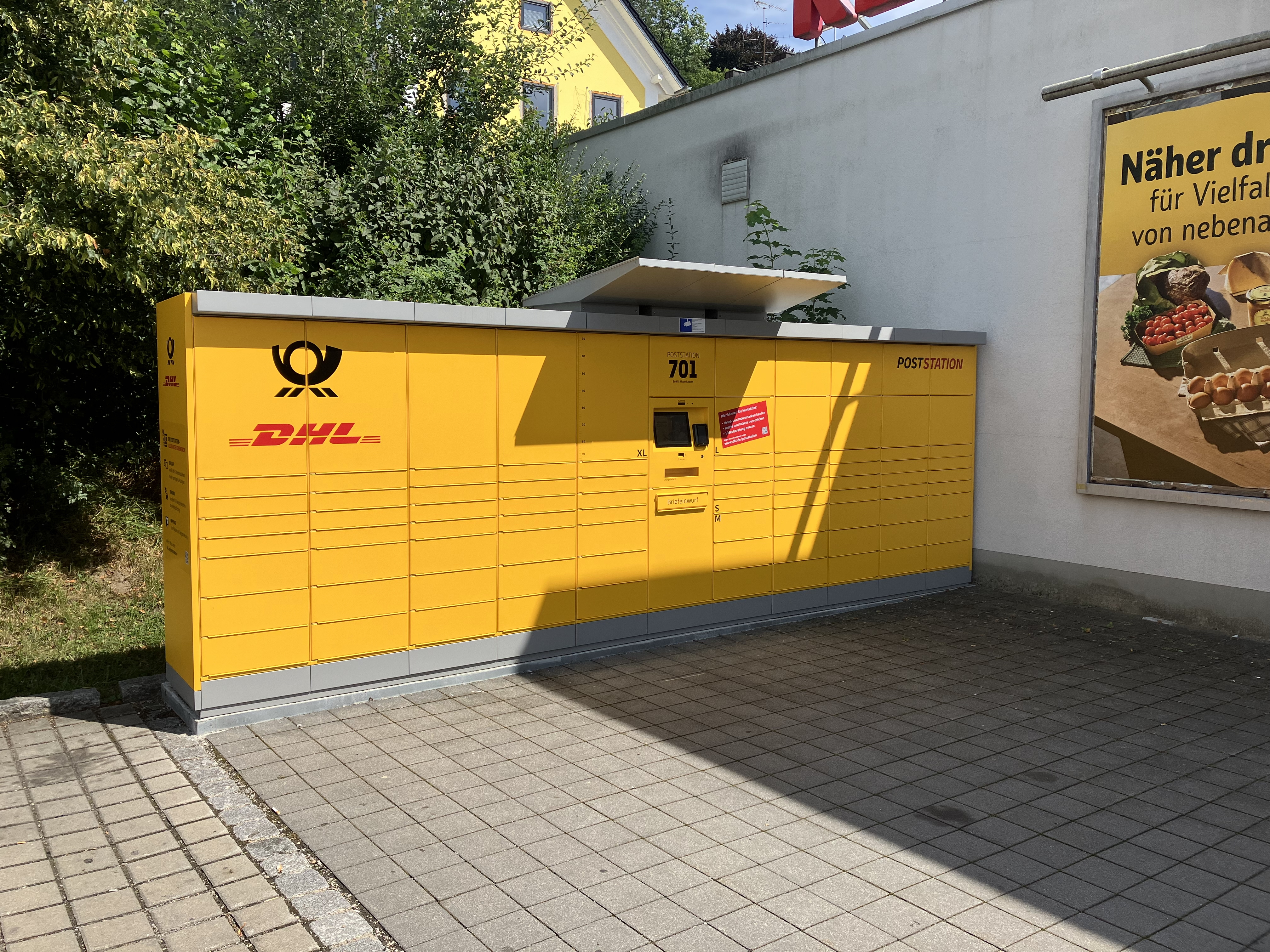
Poststationsnummern werden mehrfach vergeben: 701 in 01796 Pirna und 86470 Thannhausen.

Die Poststation der Deutschen Post DHL ist seit 2021 eine Weiterentwicklung der 20 Jahre älteren Packstation. An der Poststation befindet sich zusätzlich ein Briefkasten sowie ein Bildschirmterminal mit Bankkartenlesesystem um bargeldlos Frankaturen für Briefe und Pakete kaufen zu können. Unterhalb des Bildschirms gibt es einen Ausgabeschacht für die gekauften Frankaturaufkleber und Einlieferungsbelege. Es können also neben den Funktionen der Packstation von Versenden und Empfangen von Paketen auch Briefe verschickt sowie für beide Versendungsarten das entsprechende Porto direkt gekauft werden. Nachdem zum 31. Dezember 2024 alle Briefmarkenautomaten außer Betrieb genommen worden sind, ist die Poststation die einzige Möglichkeit „Automatenbriefmarken“ zu kaufen.

## Geschichte
Die erste Poststation wurde am 16. Februar 2021 in Würselen in Betrieb genommen. Der Test erfolgte vorerst an 20 Poststationen in Nordrhein-Westfalen, die sowohl in urbaner Umgebung, aber auch in ländlichen Gebieten statt, darunter zum Beispiel Köln, Aachen und Euskirchen. 
Im Juni 2023 gab es bereits mehr als 100 Poststationen bundesweit, woraufhin die Deutsche Post DHL mitteilte schrittweise 900 weitere Poststationen in den nächsten Jahren aufzustellen. Diese bietet neben dem normalen Packstation-Service auch die Möglichkeit, Briefmarken und Paketlabels zu kaufen und mit dem integrierten Zahlungsterminal zu bezahlen und auszudrucken. Weiterhin ist es möglich, Postdienstleistungen wie einen Nachsende-, Lager- oder Abholservice zu buchen. Briefe können direkt in den integrierten Briefkasten der Poststation eingeworfen werden. Für Einschreiben kann ein Einlieferungsbeleg gedruckt werden.

## Statistik
| Jahr       | Poststationen |
| ---------- | ------------- |
| April 2025 | 800           |

## Ähnliche Objekte

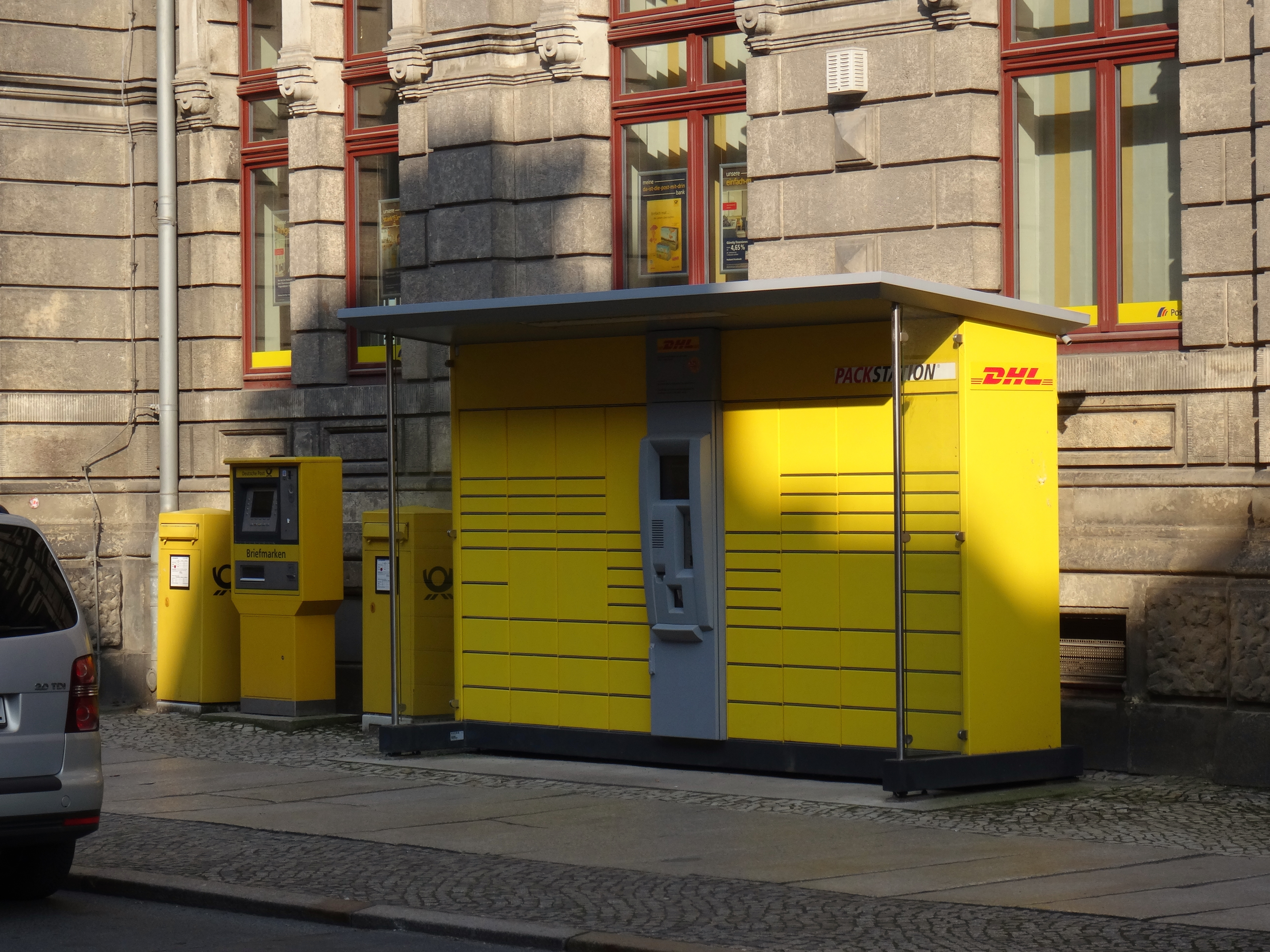
hier noch alles getrennt voneinander: Briefkästen, Briefmarkenautomat und Packstation 2015

- Die Briefstation war ein Pilotprojekt der Deutschen Post AG zwischen 2005 und 2009.
- Post 24/7 war ein Pilotprojekt, das ab Dezember 2007 in Bonn und Berlin getestet wurde.